# Premio Nacional de novela negra: Una vuelta de tuerca
Premio Nacional de Novela Negra "Una Vuelta de Tuerca" es un galardón literario que otorga el Gobierno del Estado de Querétaro, por medio del Instituto Queretano de la Cultura y las Artes, a lo más destacado de la novela negra mexicana que se es enviado a concurso, pudiendo participar todos los escritores mexicanos o extranjeros residentes en México.

## Historia
La primera vez que se otorgó el premio fue en el año 2005, resultando ganador del mismo el autor Bernardo Fernández. Una de las características de este galardón es ser una de las pocas distinciones que se otorgan para premiar, a nivel nacional, en el ámbito del género negro o detectivesco, en México. Cabe mencionar que si el jurado no encuentra una novela lo suficientemente merecedora del premio, este se puede considerar y declarar desierto.

## Finalistas
En algunas ocasiones se ha dado los casos de que la decisión final fue reñida y por lo tanto, además del ganador, se otorga una distinción y premio al finalista.
- 2005: Andrés Acosta, Doctor Simulacro.
- 2006: Antonio Malpica, Apostar el resto (Título original 22 Rojo).
- 2007: Alejandro Villagrán González, La vaca de oro.
- 2013: Rafael Arturo Aviña Gutiérrez, Alguna vez fuimos sombras.
- 2015: Julián Andrade, El señor del desierto
- 2022: Violeta Santiago Hernández, Las llamas danzantes / Zel Cabrera, Cómo pesa el silencio de los muertos

## Ganadores
| Año  | Ganador                   | País   | Novela                                                 |
| ---- | ------------------------- | ------ | ------------------------------------------------------ |
| 2005 | Bernardo Fernández        | México | Tiempo de alacranes                                    |
| 2006 | Francisco Haghenbeck      | México | Trago amargo                                           |
| 2007 | Antonio Malpica           | México | Nadie escribe como Herbert Quain                       |
| 2009 | Ana Ivonne Reyes Chiquete | México | Muerte caracol                                         |
| 2010 | Juan Casas Ávila          | México | Good Will                                              |
| 2012 | David López Dueñas        | México | Acá en el Acá                                          |
| 2013 | Federico Vite López       | México | Bajo el cielo de AK-Pulco                              |
| 2014 | Víctor Solorio Reyes      | México | Artillería Nocaut                                      |
| 2015 | Verónica E. Llaca         | México | La simetría de los árboles                             |
| 2016 | Carlos René Padilla       | México | Yo soy el Araña                                        |
| 2017 | Bernardo Esquinca         | México | Las increíbles aventuras del asombroso Edgar Allan Poe |
| 2018 | Gabriel Velázquez Toledo  | México | Morir al sur                                           |